# (32723) 4028 T-3
4028 T-3 (asteroide 32723) é um asteroide da cintura principal. Possui uma excentricidade de 0.22924190 e uma inclinação de 7.33068º.
Este asteroide foi descoberto no dia 16 de outubro de 1977 por Cornelis Johannes van Houten e Ingrid van Houten-Groeneveld e Tom Gehrels em Palomar.